# Führerstandsmitfahrt
Eine Führerstandsmitfahrt ist die Mitfahrt von Personen, die nicht zum Fahrpersonal gehören, auf dem Führerstand einer Lokomotive oder eines Triebwagens, der gegen den Bereich hin abgeschlossen ist, der Fahrgästen zugänglich ist.

## Verfahren
Für Führerstandsmitfahrten ist die Genehmigung des Eisenbahnverkehrsunternehmens, das das entsprechende Fahrzeug betreibt und / oder der zuständigen Eisenbahnaufsichtsbehörde erforderlich. Sie wird in der Regel nur sehr restriktiv erteilt.

## Film / Video
Als Führerstandsmitfahrt werden auch Eisenbahnfilme bezeichnet, bei dem eine Kamera so angebracht ist, so dass die Fahrt aus der Perspektive des Lokführers aufgezeichnet wird.
Die Führerstandsmitfahrt stellt eine moderne Variante der Phantom Rides der frühen Filmgeschichte dar, in denen eine sonst unbewegliche Kamera vor der Lokomotive montiert wurde, um Panoramabilder aufzunehmen. Sie sind der breiten Öffentlichkeit seit 1993 bekannt, als der Sender Freies Berlin in Zusammenarbeit mit der DB begann, im Nachtprogramm Fahrten der Berliner S-Bahn zu zeigen. Später wurde eine Video-Serie der „10 schönsten Bahnstrecken Deutschlands“ aufgelegt, mehrmals erweitert und auch auf DVD veröffentlicht. Die ARD zeigte zwischen September 1995 und Oktober 2013 unter dem vorgenannten Titel in ihrem Nachtprogramm Führerstandsmitfahrten aus dem In- und Ausland.
Aber auch aktuell werden noch immer Führerstandsmitfahrten aufgezeichnet. Denn so können auf einfache Weise freie Sendestrecken gefüllt werden. Das Stadtfernsehen Dreieich zeichnet dazu zusammen mit der Deutschen Bahn Fahrten der S-Bahnen im Rhein-Main-Gebiet auf. Durch ständige Erweiterungen wuchs das vorhandene Material auf inzwischen über 24 Stunden an. Das Besondere an Führerstandsmitfahrten ist, dass Naturliebhaber etwas zu sehen haben, dies gilt insbesondere bei landschaftlich reizvollen Strecken. Allerdings ist der Blick nur in die unmittelbare Geradeaus-Richtung gegeben. Auch Bahninteressierte erhalten einen Blick, der gewöhnlich dem Lokführer vorbehalten ist. Bei YouTube sind derartige Filme in großer Auswahl abrufbar.
Beim inzwischen eingestellten Sender Bahn TV gab es mehrmals am Tag die Sendung BahnTV in Fahrt. Sie war ein fester Bestandteil des Programms.
Bei Führerstandsmitfahrten gibt es verschiedene Möglichkeiten des Bildausschnittes:

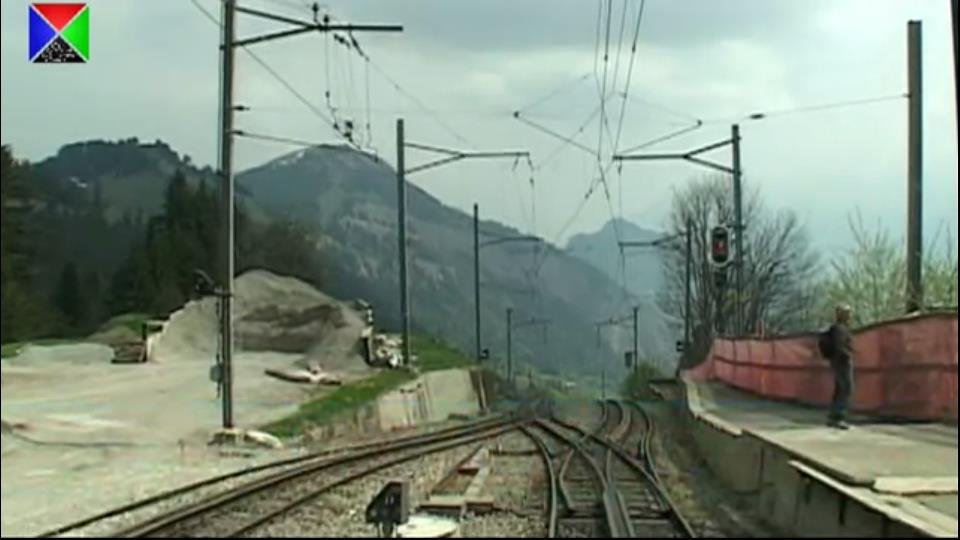
Führerstandsmitfahrt klassisch. SFD Vitznau Rigibahn Talfahrt

Die erste Variante ist die wohl bekannteste, das Einsetzen einer starr montierten Kamera und die Wahl eines mittleren Bereiches der Brennweite. Durch diesen engeren Bildwinkel ergibt sich, dass der Schienenstrang konsequent die Bildmitte bildet und nur ein kleinerer Teil links und rechts des Gleisbettes zu sehen ist. Vorteil dieser Variante ist, dass sie von einer höheren künstlerischen Aussagekraft ist, weil hier die Perspektive des Fahr-Effektes am deutlichsten zu spüren ist (sich fließend vereinigende oder trennende Weichen, vorbeihuschende Oberleitungsmasten, scheinbar über den Betrachter fliegende Brücken, das Hineinfahren und das Verlassen eines Tunnels etc.). Außerdem sieht der Betrachter mehr vom Verlauf der Strecke, immer mit der unmittelbar sie umgebenden Bebauung oder Landschaft.
Nachteil ist, dass man durch die nicht geführte, fest montierte Kamera (Fachsprache: eingemauert) keine umherblickende Sicht auf die Strecke hat und dem ungeübten Auge leicht der Eindruck einer Überwachungskamera entstehen kann.

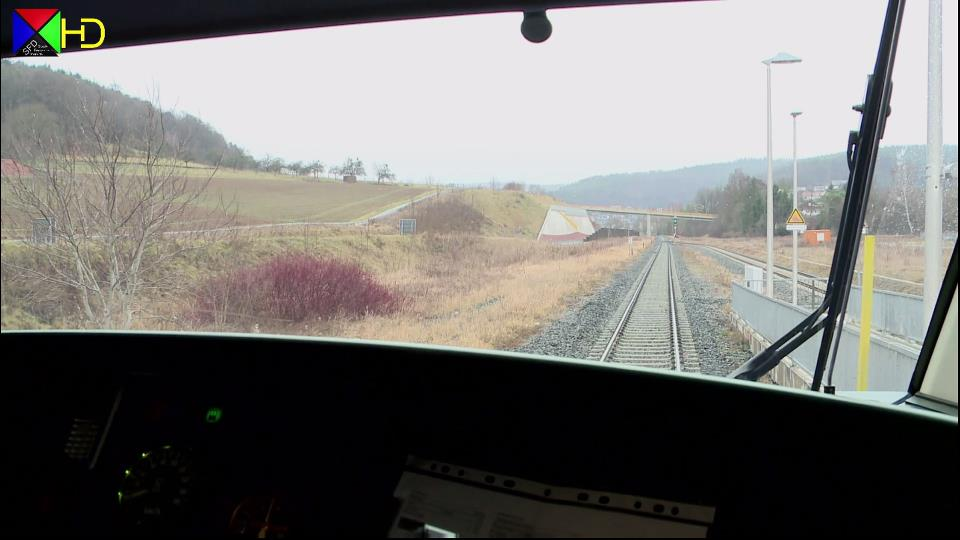
Führerstandsmitfahrt neu SFD Odenwaldbahn

Bei einer weiteren Variante wird die Kamera (Stativ oder Handkamera) geführt, sie befindet sich wie eine zweite Person hinter (Fachsprache: Overshoulder-Einstellung) oder neben dem Lokführer. Hier ist die Wahl der Brennweite grundsätzlich eher im Weitwinkelbereich zu finden, wobei die Kamera auch den Zoom auf die Strecke hinaus einsetzen kann, was für eine Zeitlang einer Einstellung wie in der ersten Variante gleichkommt. Vorteil dieser zweiten Variante ist, dass man mehr das Gefühl des Lokführers bekommt, weil seine Perspektive imitiert wird. So kann die Kameraeinstellung auch einmal Details auf dem Armaturenbrett oder Handgriffe zeigen, der Ton eventuellen Sprechverkehr wiedergeben.

Ein direkter Nachteil ist nicht zu nennen, denn es handelt sich hier um eine andere Aufgabenstellung, die mehr in Richtung der Dokumentation oder Reportage geht. Im Gegensatz zur ersten Variante bilden hier eher der Lokführer und seine Maschine den Mittelpunkt des Betrachters, dabei hat der Zuschauer zwangsläufig – wenn überhaupt – nur eine eingeschränkte Sicht auf die Strecke selbst.